# Ібн ас-Самх
Абу аль-Касім Асбаг ібн Мухаммад ібн ас-Самх аль-Гарнати аль-Магрі, скорочено Асбаг аль-Магрі (араб. أصبغ المهري, англ. Abū al‐Qāsim Aṣbagh ibn Muḥammad ibn al‐Samḥ al‐Gharnāṭī al-Mahri; 979, Кордова - 1035, Гранада), також відомий як Ібн аль-Самх - арабський математик і астроном з Аль-Андалуса.
Він працював у школі, заснованій аль-Маджріті в Кордові, доки політичні заворушення не змусили його переїхати до Гранади, де він працював у Хабуса ібн Максана. Він відомий своїми трактатами про побудову та використання астролябії, а також першою відомою роботою про планетарний екваторіум. Крім того, в математиці він відзначився коментарем до Евкліда, внеском в алгебру та іншими роботами. Він є одним із кількох авторів, яких у латинських текстах називають «Абулкасім».
Екзопланета Самх біля зорі Υ Андромеди названа на його честь у рамках проєкту NameExoWorlds, організованого Міжнародним астрономічним союзом.